# Mașini simple

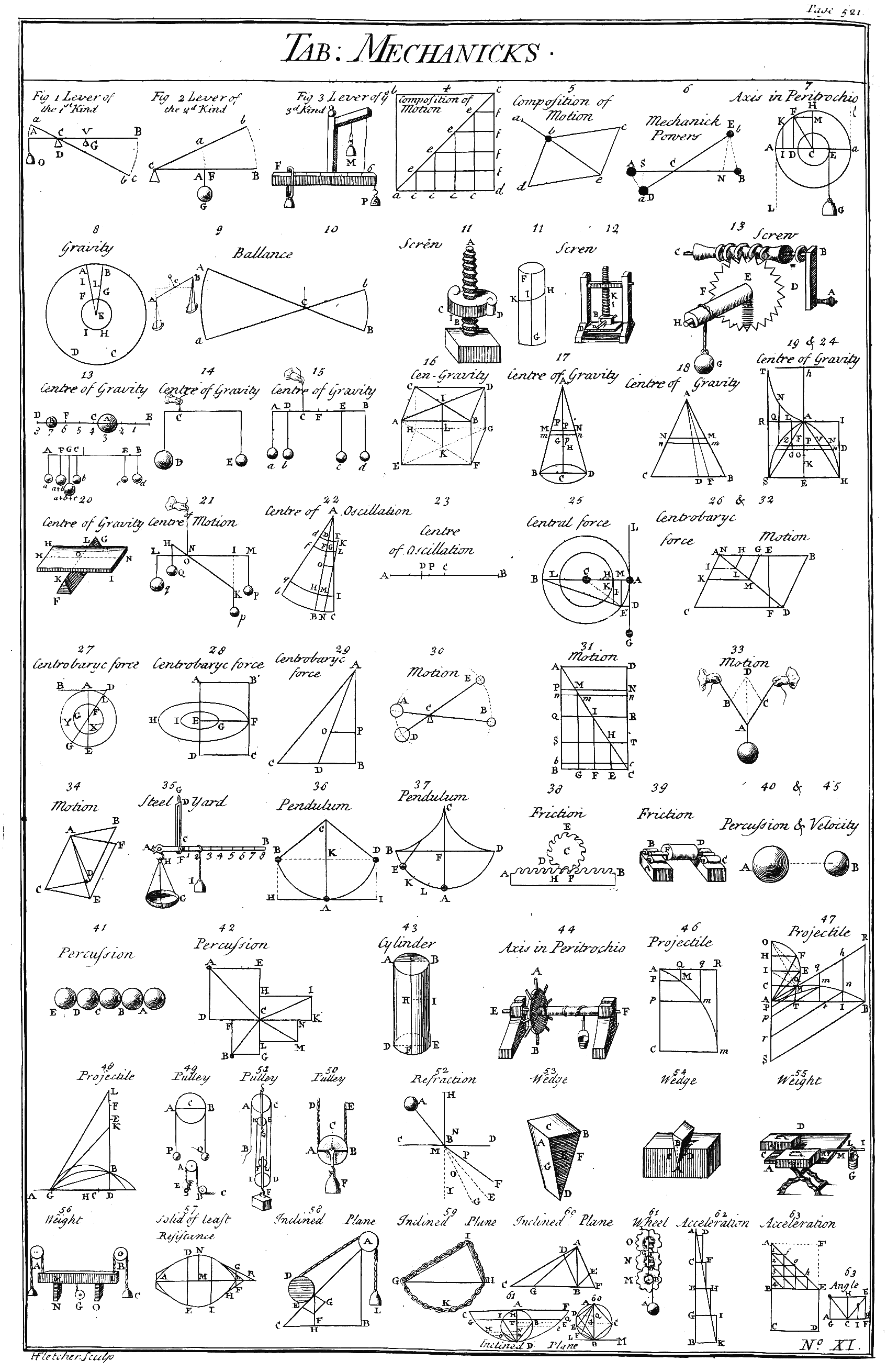
Planșă cu mecanisme simple, din Chambers' Cyclopædia, 1728. Capitolul „Mașini simple” stabilește terminologia pentru înțelegerea mașinilor mai complexe.

O mașină simplă este un dispozitiv mecanic care schimbă direcția sau mărimea unei forțe. În general, ele pot fi definite ca cele mai simple mecanisme care folosesc avantajul mecanic⁠(en)[traduceți] pentru a multiplica forța. În mod obișnuit termenul se referă la șase mașini simple clasice, definite astfel de oamenii de știință din Renaștere:
- pârghia
- roata
- scripetele
- planul înclinat
- pana
- șurubul⁠(en)[traduceți]

La o mașină simplă se folosește o singură forță activă pentru a efectua lucru mecanic în depășirea unei forțe de rezistență. Fără a lua în considerare pierderile prin frecare, lucrul mecanic efectuat asupra forței rezistente este egal cu cel efectuat de forța activă. Dispozitivul poate mări forța aplicată cu prețul reducerii proporționale a deplasării sarcinii rezistente. Raportul dintre forța aplicată (egală și de sens contrar cu cea rezistentă) și forța activă se numește avantaj mecanic.
Mașinile simple pot fi considerate părți elementare din care sunt formate mașini mai complicate (numite uneori „mașini compuse”
). De exemplu, în mecanismul unei biciclete de folosesc roți, pârghii și scripeți. Avantajul mecanic al unei mașini compuse este produsul avantajelor mașinilor simple care o compun.
Deși ele continuă să fie foarte importante în mecanică și științele aplicate, mecanica modernă a depășit concepția că mașinile simple ar fi părțile elementare din care sunt formate toate mecanismele, concepție care în Renaștere a dus la o dezvoltare neoclasică a textelor despre tehnologie ale vechilor greci. Marea varietate și complexitate a mecanismelor din perioada revoluției ndustriale nu poate fi descrisă doar de aceste șase tipuri. Ca urmare, unii autori postrenascentiști au întocmit liste mai cuprinzătoare de „mașini simple”, adesea numindu-le mașini de bază, mașini compuse, sau elemente de mașini pentru a le distinge de cele clasice enumerate anterior. Spre sfâșitul secolului al XIX-lea Franz Reuleaux a identificat sute de elemente de mașini, pe care le-a numit mașini simple. Modele ale acestor dispozitive se pot vedea pe situl web KMODDL al Universității Cornell.

## Istoric
Noțiunea de mașină simplă provine de la filosoful grec Arhimede din secolul al III-lea î.Hr., care a studiat mașinile simple (numite apoi arhimedice): pârghia, scripetele și șurubul.
El a descoperit principiul avantajului mecanic al pârghiei. 
Faimoasa expresie a lui Arhimede cu privire la pârghie: „Dați-mi un punct de sprijin, și vă voi ridica Pământul” (greacă δῶς μοι πᾶ στῶ καὶ τὰν γᾶν κινάσω) exprimă convingerea lui că nu există limită pentru amplificarea forței prin avantajul mecanic. Ulterior filozofii greci au definit cinci mașini simple (fără planul înclinat) și au reușit să calculeze aproximativ avantajul lor mecanic. De exemplu Heron din Alexandria (c. 10–70 d.Hr.) în lucrarea Mecanica enumeră cinci mecanisme care „pot mișca sarcina”: pârghia, troliul, scripetele, pana, și șurubul și descrie modul lor de construcție și utilizare. Totuși, cunoștințele grecilor se limitau la statica mașinilor simple, echilibrul forțelor și nu cuprindea dinamica, legătura dintre forță și distanță și noțiunea de lucru mecanic.
În timpul Renașterii dinamica „puterii mecanice”, cum erau denumite mașinile simple, a început să fie studiată din perspectiva a cât poate fi ridicată o sarcină și ce forță este necesară, ducând spre conceptul de lucru mecanic. În 1586 inginerul flamand Simon Stevin a definit avantajul mecanic al planului înclinat și l-a inclus în categoria mașinilor simple. Teoria dinamicii mașinilor simple a fost elaborată de savantul italian Galileo Galilei în 1600 în Le Meccaniche (Mecanica), în care a arătat și subliniat similaritățile matematice ale mașinilor.
El a fost primul care a înțeles că mașinile simple nu creează energia, ci doar o transformă.
Legile clasice ale frecării în mașini au fost descoperite de Leonardo da Vinci (1452–1519), dar au rămas în notițele sale, nepublicate. Ele au fost redescoperite de Guillaume Amontons (1699) și au fost dezvoltate de Charles-Augustin de Coulomb (1785).

## Funcționarea în absența frecării
Deși fiecare mașină lucrează mecanic în mod diferit, din punct de vedere matematic sunt similare. În toate mașinile forța activă {\displaystyle F_{a}\,} este aplicată într-un punct și efectuează lucru mecanic deplasând sarcina (forța rezistentă) {\displaystyle F_{r}\,} în alt punct.
deși unele mașini doar schimbă direcția forței, ca scripetele fix, cele mai multe mașini amplifică forța cu o valoare, avantajul mecanic:{\displaystyle A=F_{r}/F_{a}\,} 
care poate fi calculat din geometria mașinii și din frecare.
Mașinile simple nu conțin surse de energie,
ca urmare nu pot efectua un lucru mecanic mai mare decât cel al forței active. O mașină simplă fără frecare și fără deformații elastice este numită mașină ideală.
Datorită conservării energiei, într-o mașină simplă ideală puterea de la ieșire (rezistentă) {\displaystyle P_{ies}\,} este în orice moment egală cu puterea de la intrare (activă) {\displaystyle P_{in}\,}
{\displaystyle P_{ies}=P_{in}\,}
Puterea de la ieșire este produsul dintre viteza sarcinii {\displaystyle v_{ies}\,} și forța de la ieșire, dată de sarcină (rezistență):
{\displaystyle P_{ies}=F_{ies}v_{ies}\,}
Similar, puterea la intrare a forței active este produsul dintre viteza punctului de intrare în care este aplicată {\displaystyle v_{a}\,} și forța activă de intrare:
{\displaystyle P_{in}=F_{in}v_{in}\,}
Deoarece
{\displaystyle F_{ies}v_{ies}=F_{in}v_{in}\,}
avantajul mecanic al unei mașini fără frecare este raportul dintre vitezele la intrare și ieșire:
{\displaystyle A_{ideal}={\frac {F_{ies}}{F_{in}}}={\frac {v_{in}}{v_{ies}}}\,}
Raportul de viteze al mașinii este și el egal cu raportul deplasărilor punctelor în care sunt aplicate forțele rezistentă și activă:
{\displaystyle {\frac {v_{ies}}{v_{in}}}={\frac {d_{ies}}{d_{in}}}\,}
ca urmare poate fi calculat din geometria mașinii. De exemplu, raportul de viteze la pârghie este egal cu raportul lungimilor brațelor pârghiei.
Avantajul mecanic poate fi supraunitar sau subunitar:
- Dacă {\displaystyle A>1\,} forța la ieșire este mai mare decât cea de la intrare, mașina lucrează ca amplificator de forță, dar distanța de deplasare a sarcinii {\displaystyle d_{ies}\,} este mai mică decât cea a punctului de aplicare al forței active {\displaystyle d_{in}\,}.
- Dacă {\displaystyle A<1\,} forța la ieșire este mai mică decât cea de la intrare, mașina lucrează ca amplificator de deplasare, iar distanța de deplasare a sarcinii este mai mare decât cea a punctului de aplicare al forței active.

La șurub, care folosește o mișcare de rotație, forța activă trebuie înlocuită cu cuplul, iar viteza cu viteza unghiulară (de rotație) a șurubului.

## Frecare și randament
Toate mașinile reale lucrează cu frecare, care face ca o parte din puterea de intrare să fie disipată sub formă de căldură. Dacă {\displaystyle P_{fr}\,} este puterea pierdută prin frecare, atunci din legea conservării energiei:
{\displaystyle P_{in}=P_{ies}+P_{fr}\,}
Randamentul {\displaystyle \eta \,} unei mașini este un număr cuprins între 0 și 1, definit ca raportul dintre puterea la ieșire și cea de la intrare și este o măsură a pierderilor de energie:
{\displaystyle \eta \equiv {\frac {P_{ies}}{P_{in}}}}
{\displaystyle P_{ies}=\eta P_{in}\,}
Cum s-a spus mai sus, puterea este egală cu produsul dintre forță și viteză, ca urmare:
{\displaystyle F_{ies}v_{ies}=\eta F_{in}v_{in}\,}
Deci:
{\displaystyle A={\frac {F_{ies}}{F_{in}}}=\eta {\frac {v_{in}}{v_{ies}}}\,}
La mașinile reale avantajul mecanic este întotdeauna mai mic decât raportul vitezelor, cu factorul de randament η. Ca urmare, cu aceeași forță activă o mașină reală nu va putea muta o sarcină la fel de mare ca o mașină ideală.

## Mașini compuse
O mașină compusă este o mașină formată din câteva mașini simple conectate în serie, în care forța de le ieșirea uneia este forța de la intrarea următoarei. De exemplu un clește articulat este format din două seturi de pârgii în serie, iar un reductor este format din mai multe roți în serie.
Avantajul mecanic al unei mașini compuse este raportul dintre forța la ieșire a ultimei componente (N) și forța la intrare a primei componente (1):
{\displaystyle A_{compus}={\frac {F_{iesN}}{F_{in1}}}}
Deoarece forța de ieșire a fiecărei componente se aplică la intrarea următoarei {\displaystyle F_{ies1}=F_{in2},F_{ies2}=F_{in3},\;\ldots \;,F_{iesN-1}=F_{inN}\,}, avantajul mecanic devine:
{\displaystyle A_{compus}={\frac {F_{ies1}}{F_{in1}}}\cdot {\frac {F_{ies2}}{F_{in2}}}\cdot {\frac {F_{ies3}}{F_{in3}}}\cdot \ldots \cdot {\frac {F_{iesN}}{F_{inN}}}}
adică avantajul mecanic al mașinii compuse este egal cu produsul avantajelor mecanice ale componentelor din seria de mașini simple din care este formată:
{\displaystyle A_{compus}=A_{1}\cdot A_{2}\cdot \ldots \cdot A_{N}\,}
Similar, randamentul mașinii compuse este produsul randamentelor mașinilor simple inseriate care o formează:
{\displaystyle \eta _{compus}=\eta _{1}\cdot \eta _{2}\cdot \ldots \cdot \eta _{N}\,}

## Mașini autoblocante

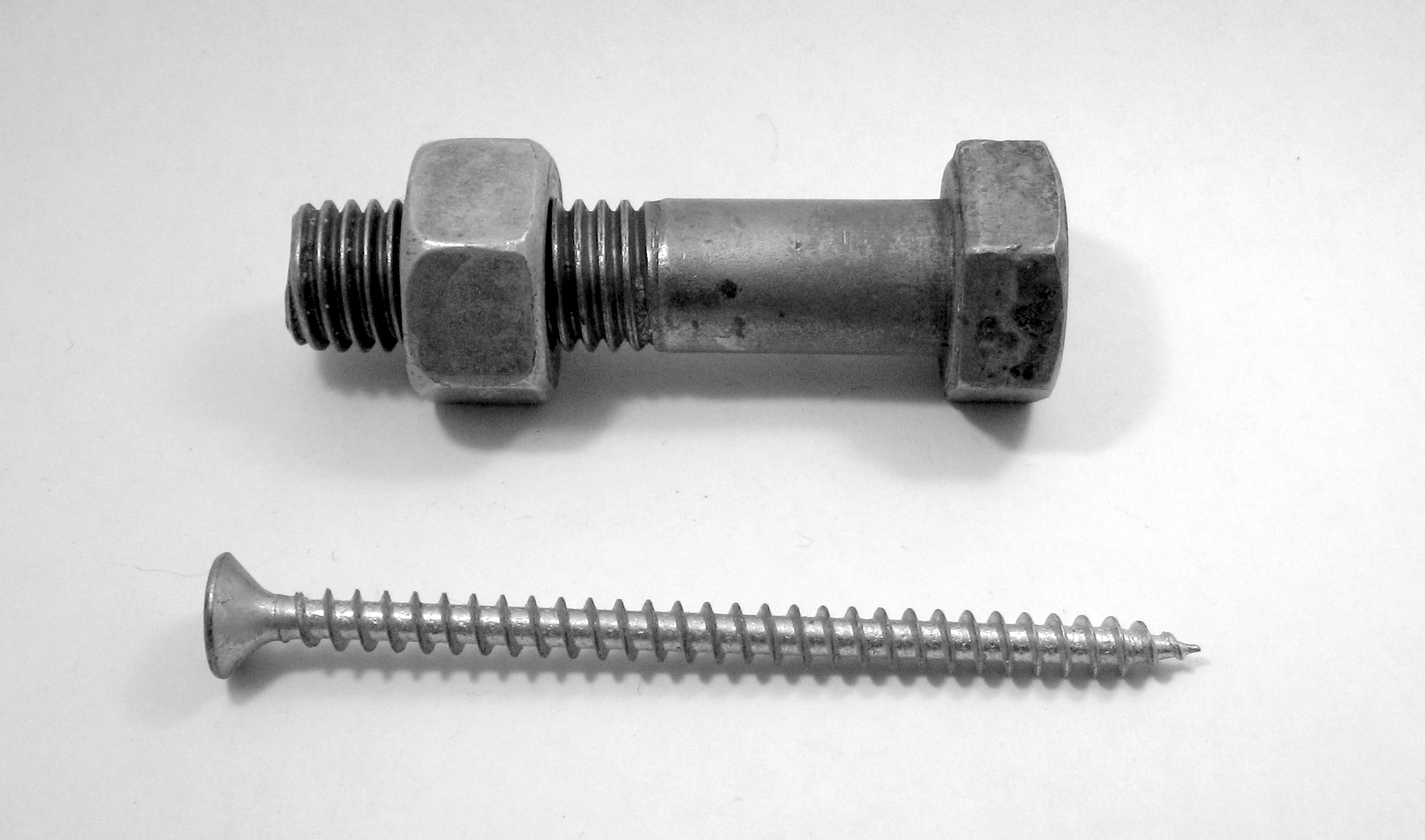
Proprietatea șurubului de a se autobloca este motivul folosirii pe scară largă a șuruburilor

În unele mașini simple, dacă forța sarcinii Fies aplicată mașinii este suficient de mare față de forța la intrare Fin, mașina se va mișca înapoi, iar sarcina va efectua lucru mecanic asupra forței de intrare.
Ca urmare aceste mașini pot fi folosite în ambele direcții, cu forța activă aplicată într-un punct sau în altul. Se spune că mașinile sunt „reversibile”. Dacă în acest mașini forțele de frecare sunt suficient de mari, forțele date de sarcină nu vor putea mișca mașina înapoi chiar dacă forța la intrare este nulă. Se spune despre mașină că este „autoblocantă”. Aceste mașini pot fi puse în mișcare doar de forța de intrare, iar când aceasta încetează rămân nemișcate, „blocate” de frecare în orice poziție.
Autoblocarea apare în special la mașinile care au mari suprafețe de alunecare între părțile în mișcare: șurubul, planul înclinat și pana:
- Exemplul cel mai cunoscut este șurubul. La cele mai multe șuruburi aplicarea unui cuplu le face să se rotească, deplasând sarcina liniar, dar nicio forță axială aplicată șurubului nu-l poate face să se rotească, înainte sau înapoi.
- Pe un plan înclinat, o sarcină poate fi împinsă pe plan în sus, dar dacă planul nu este prea abrupt și frecarea dintre plan și sarcină este suficientă, când acțiunea forței active încetează sarcina va rămâne nemișcată și nu va aluneca pe plan la vale, indiferent de greutatea ei.
- O pană va fi înfiptă într-o bucată de lemn prin forța aplicată la capăt, de exemplu cu un baros, forțând părțile laterale să se depărteze, dar forța de compresiune a lemnului nu va arunca pana afară, oricât de mare ar fi.

Faptul de o mașină va fi autoblocantă sau nu depinde de coeficientul de frecare și de avantajul mecanic al mașinii ideale. Dacă coeficientul de frecare este mai mare decât avantajul, mașina se va autobloca.

## Abordări moderne ale teoriei mașinilor

### Lanțuri cinematice

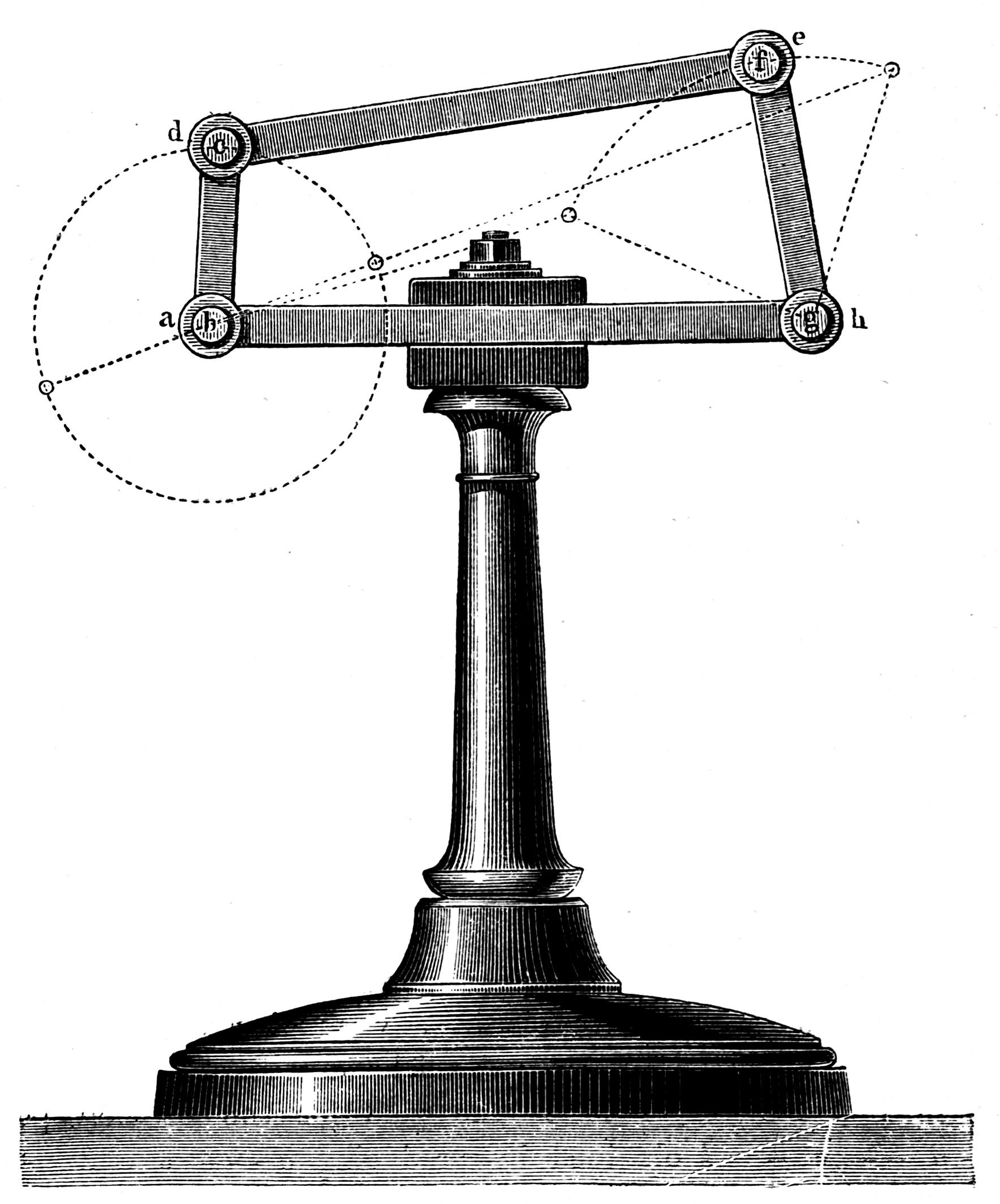
Ilustrarea unui mecanism patrulater la Kinematics of Machinery, 1876

Mașinile simple sunt exemple elementare de lanțuri cinematice care se folosesc la modelare sistemelor mecanice de la mașinile cu abur și până la manipulatoarele robotizate. Lagărele, care sunt punctele de sprijin ale pârghiilor și care permit rotirea roților și scripeților sunt exemple de cuple. Similar, suprafețele plane ale planului înclinat și ale penei sunt exemple de cuple de translație. Șurubul este identificat ca o cuplă elicoidală.
Două manivele sau o manivelă și un balansier sunt combinate într-un mecanism patrulater plan prin legarea lor cu o bielă care conectează ieșirea unuia din elemente la intrarea celuilalt. Adăugând diferite legături se poate ajunge la un robot.

### Clasificarea mașinilor
Identificarea mașinilor simple a condus la dorința de a avea o metodă sistematică pentru a inventa noi mașini. Un concept important este cum se combină mașinile simple în mașini compuse. O metodă a fost găsită de Franz Reuleaux, care a studiat peste 800 de mecanisme elementare. El a observat că pârghia, scripetele și roata sunt în principiu similare: un corp care se rotește în lagăre. La fel, planul înclinat, pana și șurubul sunt corpuri care alunecă pe suprafețe plate.
Aceasta a arătat că elementele primare ale mașinilor sunt legăturile și cuplele. Pornind de la cupla de rotație, cupla de translație, camă și angrenaj, precum și legături ca barele, cablurile și curelele este posibilă reprezarea unei mașini drept un ansamblu de piese solide conectate prin cuple.